# مونك هيزل
مونك هيزل (بالإنجليزية: Monk Hazel)‏ هو عازف جاز أمريكي، ولد في 15 أغسطس 1903 في لويزيانا في الولايات المتحدة، وتوفي في 5 مارس 1968 في نيو أورلينز في الولايات المتحدة.

## وصلات خارجية
- مونك هيزل على موقع ميوزك برينز (الإنجليزية)
- مونك هيزل على موقع أول ميوزيك (الإنجليزية)
- مونك هيزل على موقع ديسكوغز (الإنجليزية)
- مونك هيزل على موقع ديسكوغز (الإنجليزية)